# Сан Ђовани деле Конте (Гросето)
Сан Ђовани деле Конте (итал. San Giovanni delle Contee) је насеље у Италији у округу Гросето, региону Тоскана.
Према процени из 2011. у насељу је живело 224 становника. Насеље се налази на надморској висини од 472 м.